# Stadthallengarten (Kassel)
Der Stadthallengarten ist ein deutscher Volksgarten in Kassel.

## Geschichte
1905 ließ Sigmund Aschrott auf dem Gelände der ehemaligen Gärtnerei Flora durch seinen Gärtner Theodor Litz einen öffentlichen Park für den von ihm erbauten Hohenzollernstadttheil anlegen. Anlässlich der 1000-Jahr-Feier Kassels 1913 und seines 85. Geburtstags wollte Sigmund Aschrott  den Park der Stadt Kassel schenken, verbunden mit der Auflage, eine Stadthalle auf dem Grundstück zu errichten. Es entstand nach einem Architektenwettbewerb 1913 die Stadthalle. Der Florapark wurde mit Schenkungsvertrag als öffentlicher Park deklariert und mit der Stadthalle eröffnet. Es entstanden drei Grünflächen: im Westen der Stadthallengarten, im Norden der Konzertgarten und im Osten der Rosengarten. 
1914 wurde der von Kolonnaden seitlich eingefasste Konzertgarten der Öffentlichkeit übergeben.
Der Stadthallengarten erhielt seine heutige Ausdehnung erst 1928/1929 durch den Gartenarchitekten Rudolf Stier. Bei den Umbauarbeiten wurde das Gelände aufgeschüttet und mit einer Mauer eingefasst. Es wurden Linden und Pappeln zur Gartengestaltung gepflanzt.
Das bis in die Gegenwart erhaltene gartenarchitektonische Konzept wurde mit schmalen Wegen und Blumenbeeten von Albrecht von Eichel-Streiber nach Plänen von Stadtgarteninspektor Georg Beitz geschaffen. Im Rosengarten liegt seit seiner Entstehung ein Kinderspielplatz. In den 1960er Jahren wurde der Rosengarten geschlossen.
2001 stiftete die Goethe-Gesellschaft Kassel eine Goethe-Büste von Hans Everding, die an Goethes Besuche in Kassel in den Jahren 1779, 1783, 1792 und 1801 erinnert.

## Weblink
- Der Stadthallengarten in Kassel bei kassel.de